# Tápuros

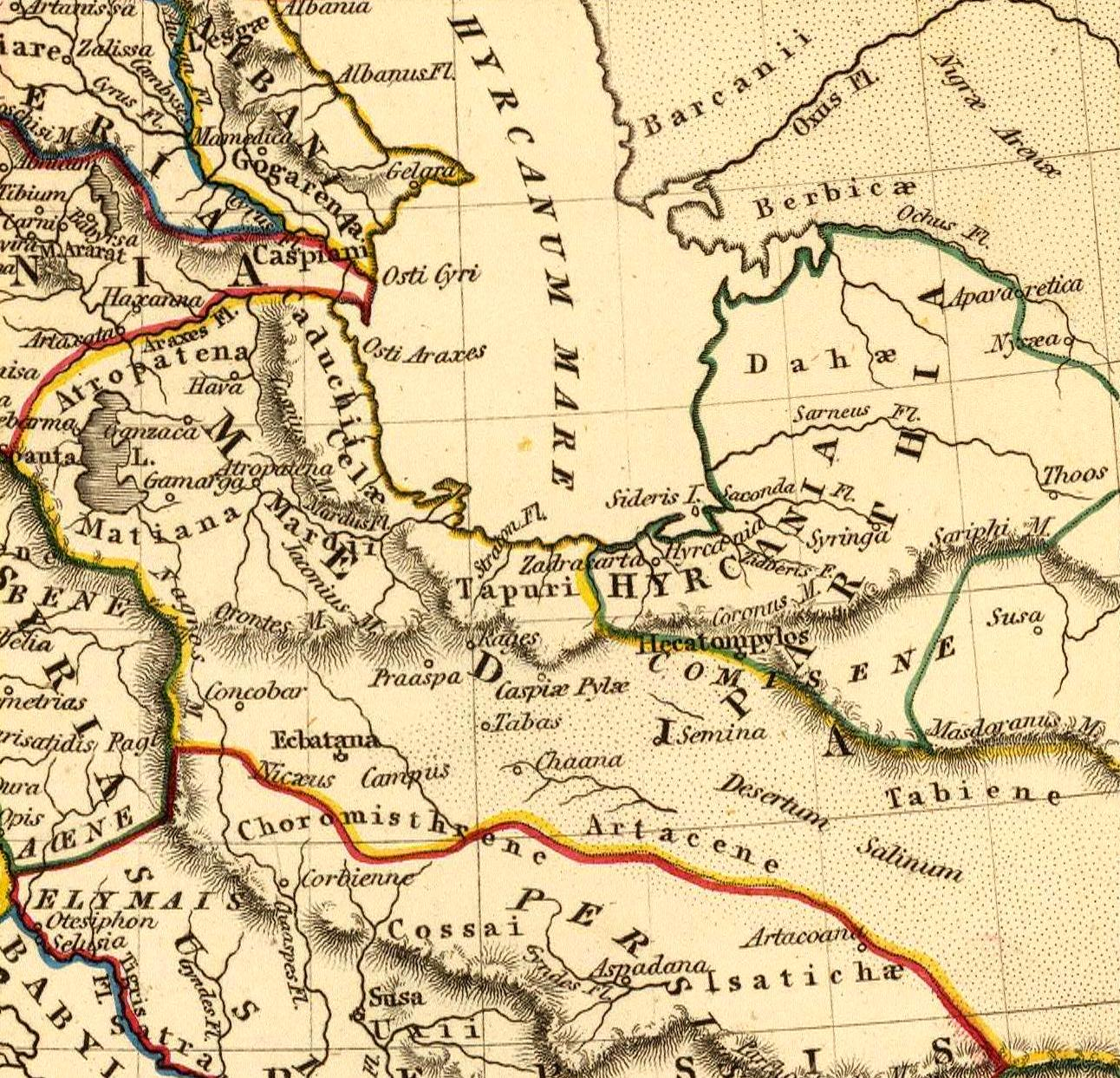
Localização dos tápuros, entre Amardo e Hircânia

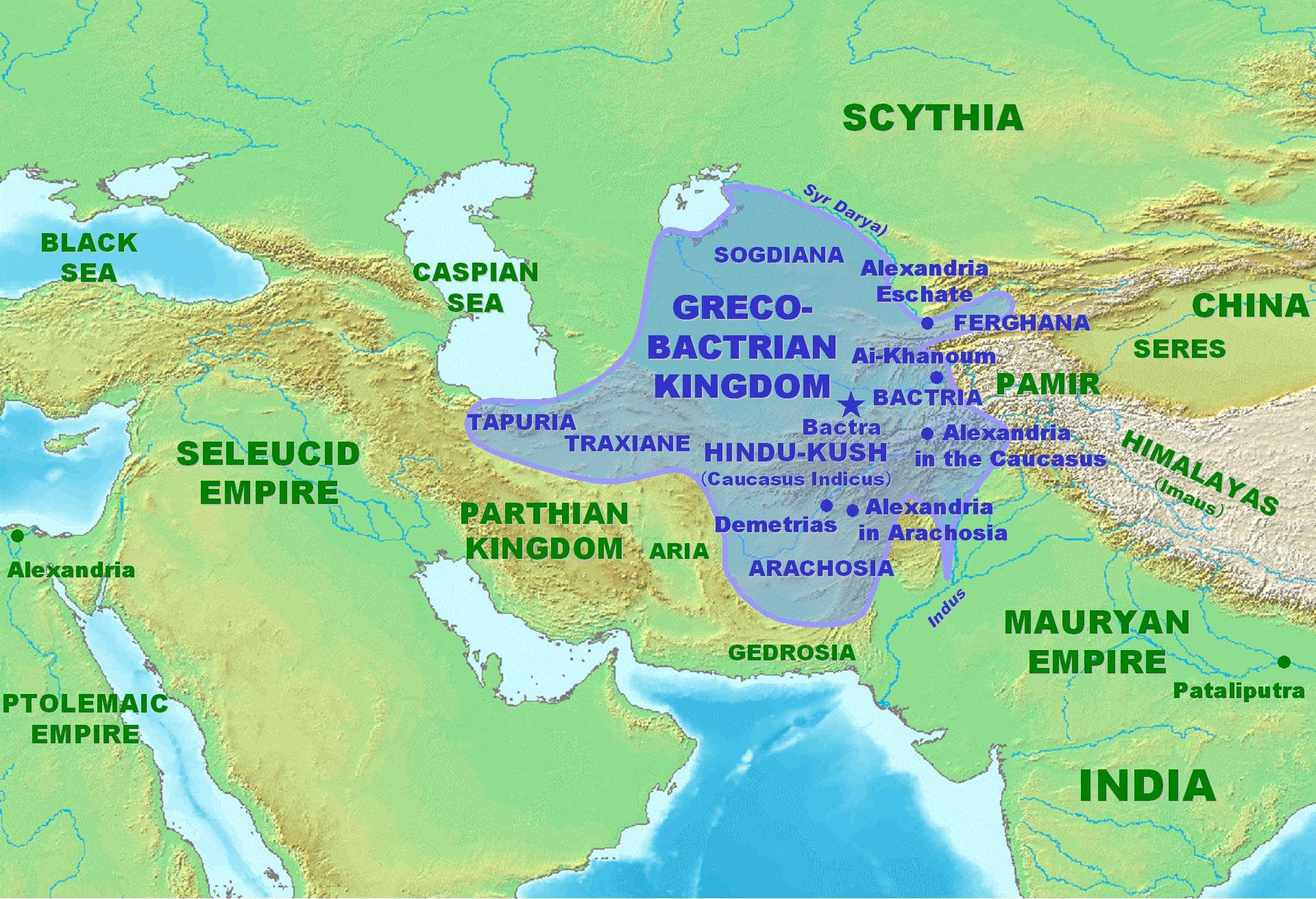
Mapa do Reino Greco-Bactriano com Tapuria claramente deitado na margem sul do mar Cáspio

Tápuros (em latim: tapuri ou tápiros (tapyri)  eram uma tribo nos medos ao sul do Mar Cáspio mencionada por Ptolomeu e Arriano . Ctésias refere-se à terra dos tápuros entre as duas terras de cadúsios e Hircânia .
O nome e as prováveis habitações dos tápuros parecem, em diferentes períodos da história, ter se estendido ao longo de um amplo espaço de país desde a Armênia até o lado oriental do Oxo. Estrabão os coloca ao lado dos Portões do Cáspio e Ragas, na Pártia  ou entre os dérbicos e hircânios  ou em companhia dos amardos e outros povos ao longo das margens sul do Cáspio;  em que a última visão Cúrcio, Dionísio e Plínio pode ser considerada coincidente. Ptolomeu em um lugar os considera entre as tribos da Média,  e em outro os atribui a Margiana.  Seu nome está escrito com algumas diferenças em diferentes autores; assim Τάπουροι e Τάπυροι ocorrem em Estrabão; tápuros em Plínio e Cúrcio; Τάπυρροι em Estêvão de Bizâncio. Não pode haver dúvida de que o atual distrito de Tabaristão deriva seu nome deles. Eliano dá uma descrição peculiar dos tápuros que moravam na Média.
Os tápuros forneceram mil cavaleiros para a batalha de Gaugamela como Exército do Império Aquemênida .
De acordo com Arriano, um grupo de tápuros viveu entre os hircânios e amardos durante os períodos aquemênida e macedônico. Alexandre obedeceu aos tápuros e foi para a batalha com amardos e os derrotou. Alexandre então anexou a terra dos amardos à terra dos tápuros. A satrapia dos tápuros estava sob o domínio de Autofradates.